# Archidium yunnanense
Archidium yunnanense là một loài rêu trong họ Archidiaceae. Loài này được Arts & Magill mô tả khoa học đầu tiên năm 1994.